# Rob Terry
Robert „Rob“ Terry (* 23. Dezember 1980 in Swansea, Wales), bekannt auch unter seinem aktuellen Ringnamen Rob Terry, ist ein walisischer Wrestler. Er tritt derzeit regelmäßig bei TNA und Ohio Valley Wrestling auf. Sein bisher größter Erfolg war der Erhalt der TNA Global Championship.

## Karriere

### Sportlicher Hintergrund / World Wrestling Entertainment
Bevor Terry zum Wrestling kam, war er Bodybuilder. 2007 unterschrieb er einen Entwicklungsvertrag bei World Wrestling Entertainment. Dort wurde er zuerst bei Florida Championship Wrestling (FCW) eingesetzt. Bei FCW hatte er anfänglich die Funktion des Bodyguards von Nic Nemeth. Am 1. Dezember 2007 gab er an der Seite von Nemeth als Big Rob sein aktives Ringdebüt. Mit Nemeth bildete Terry fortan ein Tag-Team. Im August 2008 wurde Terry von der WWE entlassen.

### TNA
Nach der Entlassung trainierte Terry bei der Team 3D Wrestling Academy und trat im Februar 2009 auch bei einem Event der „Academy“ auf. 
Am 20. Juli 2009 debütierte Terry offiziell bei TNA als Rob Terry. Dort bildete er mit Brutus Magnus und Douglas Williams das Stable British Invasion. Mit diesen bestritt er ein kurz angelegtes Fehdenprogramm gegen Beer Money Inc.
Am 27. Januar 2010 durfte Terry die TNA Global Championship von Eric Young bei einer Houseshow in Cardiff erringen. Die British Invasion löste sich Anfang 2010 auf und Terry trat daraufhin mehrfach gegen Magnus und Williams an. Den Global-Titel gab Terry am 13. Juli 2010 an AJ Styles ab.
Im Dezember 2010 trat Terry dem Stable Immortal bei, wo er als Bodyguard von Ric Flair fungierte. Nachdem er am 5. Mai 2011 die Gruppierung verlassen musste, bildete er eine Allianz mit Robbie E. Diese Allianz hielt bis zum 28. Februar 2013. Seit diesem Zeitpunkt ist Terry wieder als Einzelwrestler tätig.

## Erfolge

### Titel
- Total Nonstop Action Wrestling

- 1× TNA Global Champion

- Ohio Valley Wrestling

- 2× OVW Heavyweight Championship
- 1× OVW Television Championship
- 1× OVW Southern Tag Team Championship (mit Jessie Godderz)